# The Handmaid's Tale
The Handmaid's Tale er en amerikansk dystopisk tv-serie skabt af Bruce Miller, baseret på romanen fra 1985 af samme navn af Margaret Atwood. Serien blev bestilt af streamingtjenesten Hulu med 10 afsnit, og produktionen startede i slutningen af 2016. Plottet er en fortælling om et dystopisk samfund som følge af den opdigtede anden amerikanske borgerkrig, hvor en totalilær regering har magten og hvor de nu få fødedygtige kvinder i befolkningen, tjenerinder, gøres til slaver for at sikre det faldende fødselstal.
De første tre afsnit af serien blev udgivet 26. april 2017, og seriens fjerde sæson havde premiere d. 27.april 2021. I september 2019 kom det frem, at Hulu og MGM er ved at skabe en spinoff af serien, baseret på bogseriens andet bind fra 2019, The Testaments. I december 2020, som optakt til sæsonpremieren på fjerde sæson, blev en femte sæson annonceret.
Første sæson af The Handmaid's Tale's vandt otte Primetime Emmy Awards ud fra 13 nomineringer, bl.a. i kategorien Outstanding Drama Series. Det var første show produceret af Hulu til at vinde en større pris, samt den første serie udgivet direkte på en streamningtjeneste til at vinde en Emmy i kategorien Outstanding Series. Den vandt også en Golden Globe Award for Best Television Series – Drama. Elisabeth Moss vandt også en Golden Globe for Best Actress.

## Cast og karakterer

### Fast cast
- Elisabeth Moss som June Osborne / Offred / Ofjoseph, en kvinde der tilfangetages under sin flugt til Canada med sin mand, Luke, og deres datter, Hannah. Da hun er i stand til at føde børn, gøres hun til tjenerinde hos kommandør Fred Waterford og hans kone, Serena Joy, som "Offred", og senere hos kommandør Joseph Lawrence som "Ofjoseph".
- Joseph Fiennes som kommandør Fredrick “Fred” Waterford, et højtrangerende regeringsmedlem og Junes tidligere herre. Både ham og hans kone er del af grundlæggelsen af Gilead.
- Yvonne Strahovski som Serena Joy Waterford, Freds kone og tidligere konservativ kulturel aktivist. Hun lader til at have accepteret sin nye rolle i det samfund hun selv har været med til skabe. Hun er dybt religiøs, men besidder samtidig en stor ondskab og er ofte modbydelig mod June. Hun forsøger desperat at blive mor.
- Alexis Bledel som Dr. Emily Malek / Ofglen #1 / Ofsteven / Ofroy / Ofjoseph #1, en tidligere universitetslektor i cellebiologi og oprindeligt Junes makker når de skal på indkøb i Gilead. Selvom June i første omgang ikke er tryg ved hende, afsløres det at hun ikke er så from som hun lader til og de bliver senere venner. Emily er en af Junes første kontakter fra Mayday, og hun har en kone og søn der nåede at flygte til Canada.
- Madeline Brewer som Janine Lindo / Ofwarren / Ofdaniel / Ofhoward, en tjenerinde der kom til træningscentret Det Røde Center samtidig med June og de bliver venner. Som straf for at være ulydig under oplæringen, får Janine sit ene øje fjernet. Hun bliver efterfølgende mentalt ustabil og opfører sig ofte som et barn. Før Gilead var Janine servitrice og havde en søn, Caleb, som blev dræbt efter overdragelsen til Gilead, uden Janines vidende.
- Ann Dowd som Aunt Lydia Clements, en kvinde som varetager tjenerindernes seksuelle genopdragelse og pligter. Hun er brutal og idømmer de ulydige tjenerinder hårde fysiske straffe, men hun holder også meget pigerne i hendes varetægt og tror fuldt og fast på Gileads værdier og ideologier. Hun har tilsyneladende et ømt punkt for Janine og tiltaler hende også ved hendes rigtige navn ved lejligheder. Før Gilead var hun familieretsdommer og senere lærer på skolens første klassetrin.
- O. T. Fagbenle som Luke Bankole, Junes mand fra før Gilead. Fordi han er skilt (June og han fandt sammen før han blev skilt fra sin første kone), ophæves deres forhold efter GIlead-foreskrifter. June betragtes som ægteskabsbryder og deres datter, Hannah, anses som uægte. Til start tror June at han bliver dræbt under deres flugtforsøg til Canada, men det afsløres senere, at det lykkes Luke at flygte til Canada.
- Max Minghella som Nick Blaine, kommandør Waterfords chauffør og tidligere strejfer fra Michigan, som får følelser for June. June og Nick får et dybt forhold og June finder med tiden ud af, at Nick er et Øje, en spion fra Gileads efterretningstjeneste, og at han spillede en stor rolle i at Gilead kom til magten. I sæson 3 bliver han forfremmet til kommandør.
- Samira Wiley som Moira Strand, Junes bedste ven siden college. Hun er allerede på Det Røde Center, da June kommer til sin oplæring, men hun stikker af inden hun får tildelt et hjem. Hun fanges og bliver en "Ruby", en Jezebel. Hun lader til at have mistet al håb om nogensinde at blive fri, men får modet igen da hun genforenes med June.
- Amanda Brugel som Rita Blue (fast cast fra 2. sæson), en Martha i Waterford-huset, som bliver en af Junes tætteste allierede. Hun havde en søn, Matthew, som døde i borgerkrigen, da han var 19 år.[7]
- Bradley Whitford som kommandør Joseph Lawrence (fast cast fra 3. sæson, gæsteoptræder i sæson 2), grundlægger af Kolonierne og hjernen bag Gileads økonomi. Han er en svingende støtte til Mayday.[8][9]
- Sam Jaeger som Mark Tuello (fast cast fra 4. sæson), en delegeret fra den amerikanske regering, som Serena møder i Canada.[10]